# Zofia Bilińska
Zofia Agnieszka Bilińska (* 12. Juni 1942 in Iwazewitschy) ist eine polnische Bildhauerin.

## Leben
Bilińska absolvierte in Posen das Kunstlyzeum und studierte dann 1962–1968 an der dortigen Kunstuniversität in der Fakultät für Grafik, Malerei und Bildhauerei bei Jacek Puget.
Seit 1976 lebt und arbeitet Bilińska in Landsberg an der Warthe. Für den dortigen Paukschbrunnen schuf sie eine Spinnerinnen-Gruppe. Der Brunnen war 1896 von dem Besitzer der Maschinenbauanstalt und Dampfkesselfabrik H. Paucksch AG Hermann Pauksch gestiftet worden, auf dem die Bronze-Statue einer Wasserträgerin von Cuno von Uechtritz-Steinkirch stand. Die Statue war zu Beginn des Deutsch-Sowjetischen Kriegs 1941 eingeschmolzen und 1997 von Bilińska originalgetreu ersetzt worden.

## Ehrungen, Preise
- Kulturpreis des Präsidenten der Stadt Landsberg an der Warthe (2008)[2]
- Kulturpreis der Woiwodschaft Lebus (2016)[2]
- Gloria-Artis-Bronzemedaille für kulturelle Verdienste (2017)

## Werke

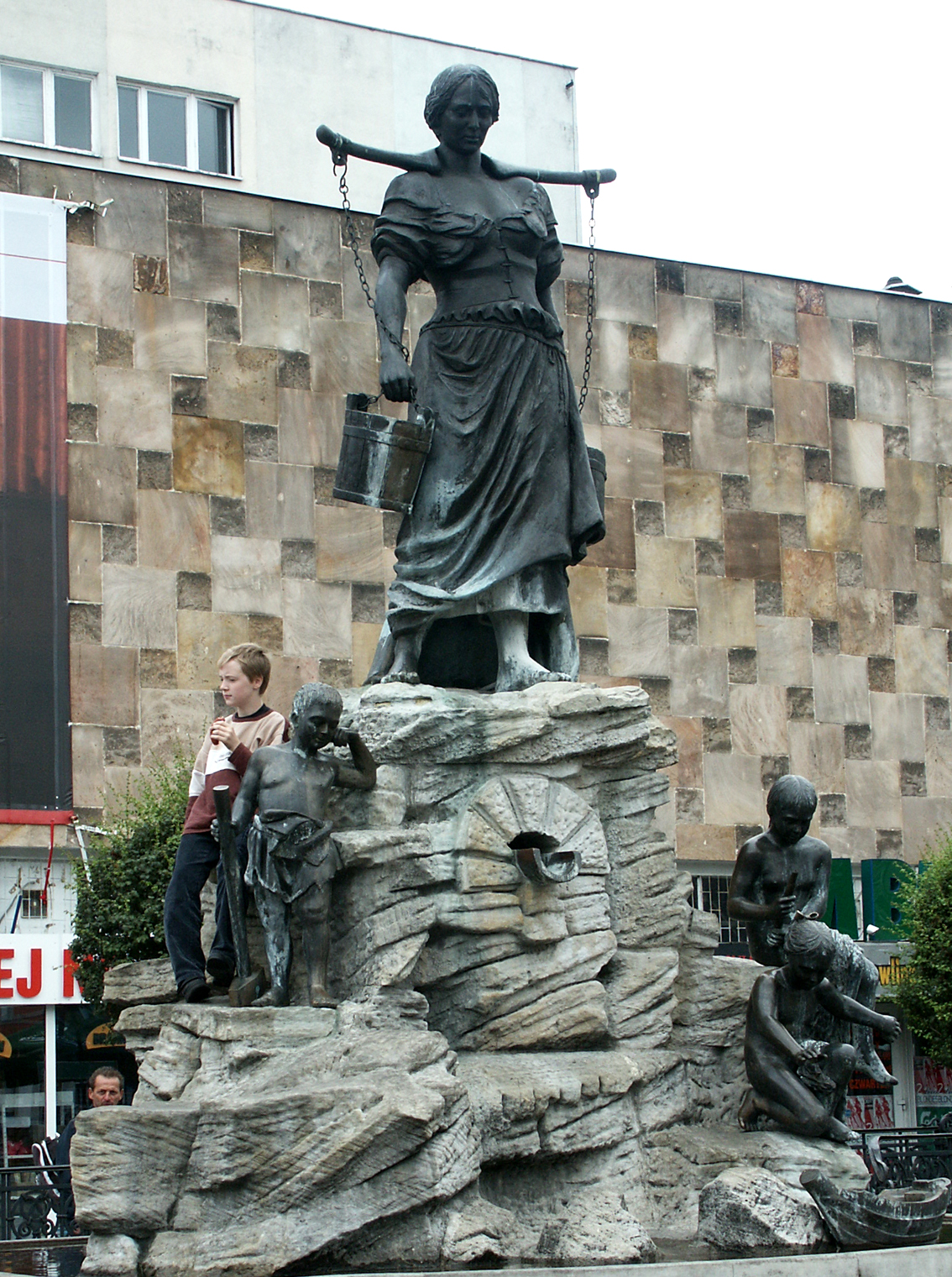
Pauksch-Brunnen, Landsberg an der Warthe
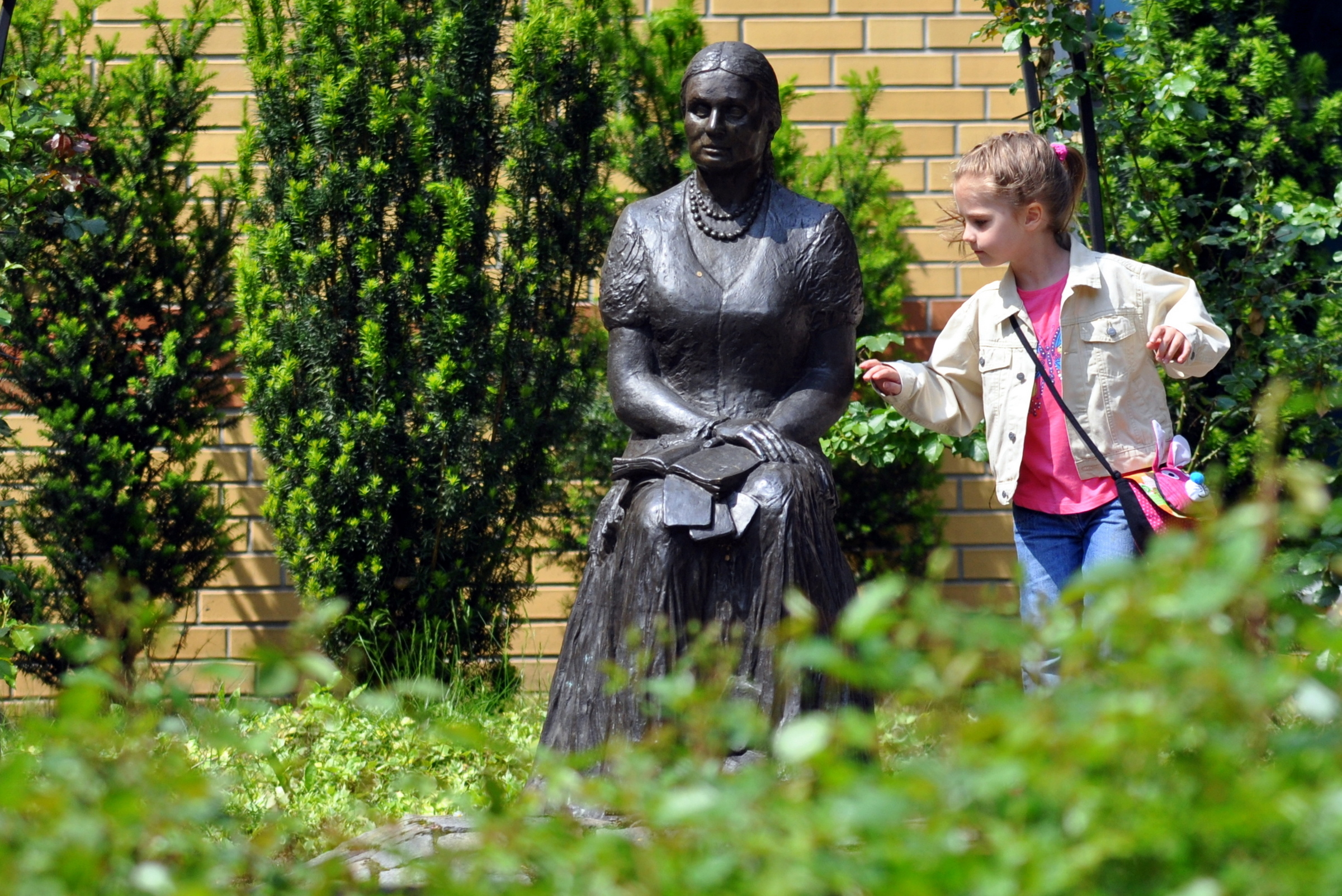
Papusza-Denkmal, Landsberg an der Warthe
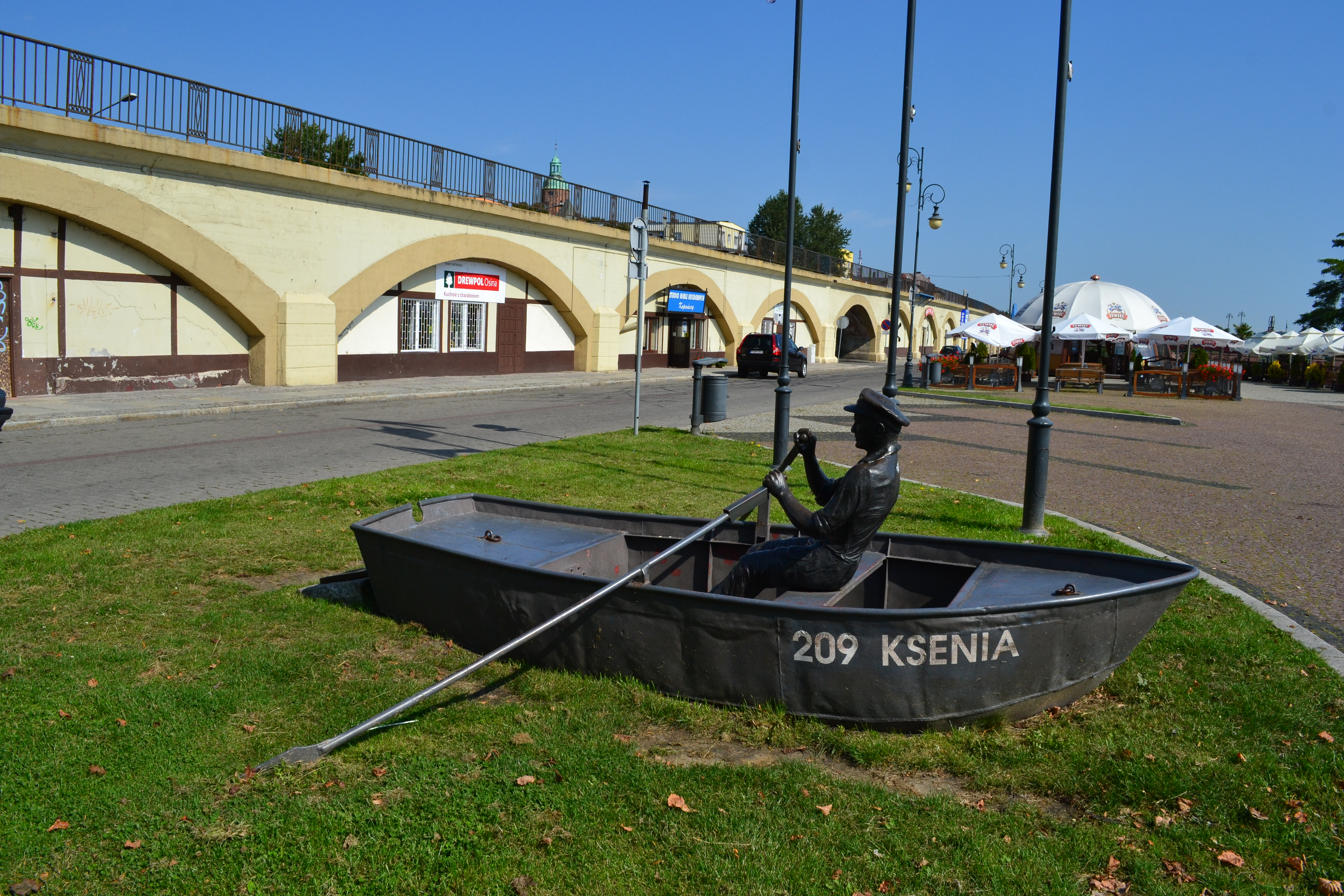
Denkmal für den Fährmann Paweł Zacharek, Landsberg an der Warthe
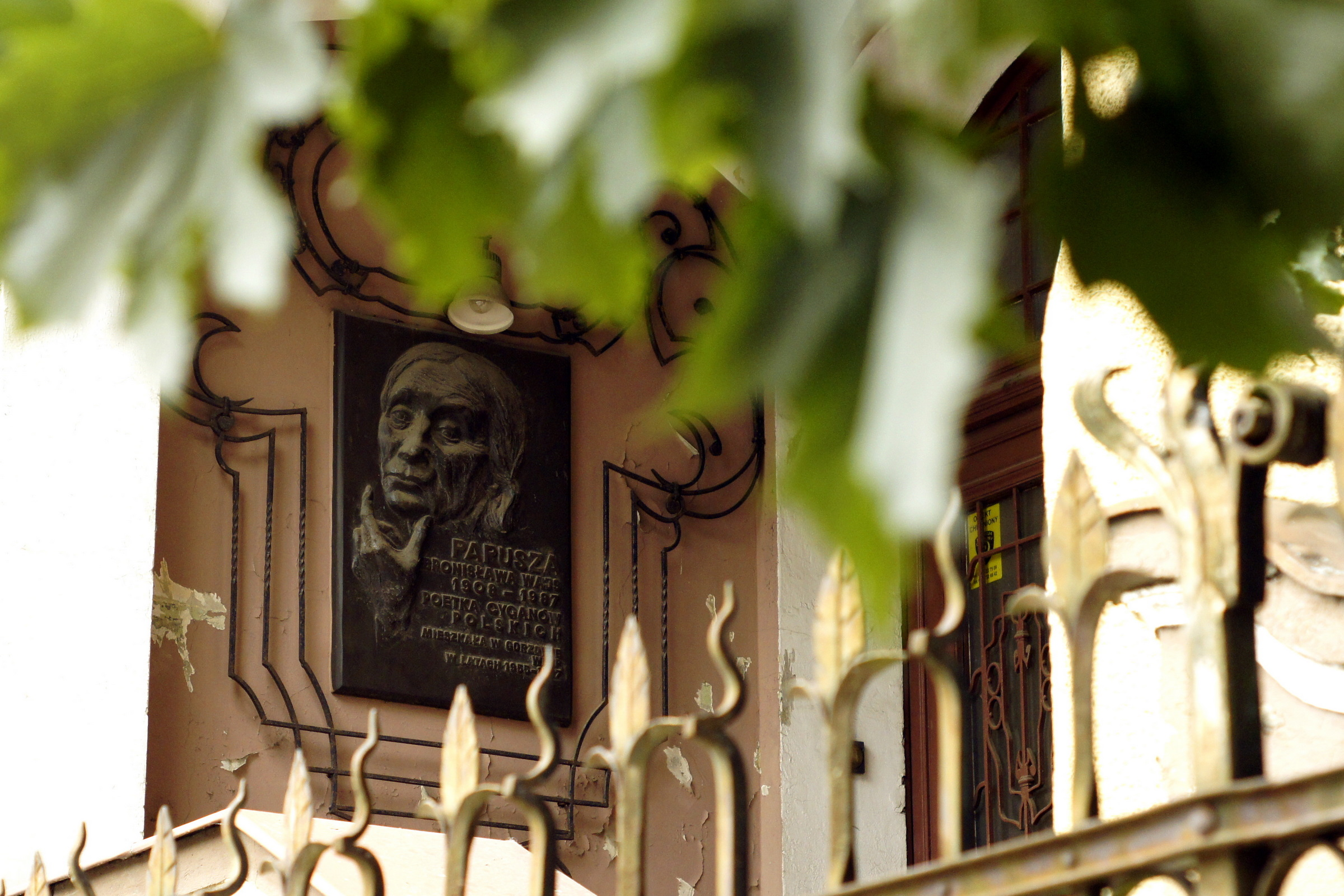
Papusza-Gedenktafel (2002) an der Woiwodschafts- und Stadtbibliothek, Landsberg an der Warthe